# سملوچوسکی (دهانه)
سملوچوسکی یک دهانه برخوردی در ماه‌ است.

## دهانه‌های اقماری
این دهانه ۲ دهانه اقماری دارد.
| Smoluchowski | عرض جغرافیایی | طول جغرافیایی | قطر          |
| ------------ | ------------- | ------------- | ------------ |
| H            | ۵۹.۵° N       | ۹۲.۷° W       | ۴۱.۰ کیلومتر |
| F            | ۶۰.۱° N       | ۹۰.۹° W       | ۳۵.۰ کیلومتر |